# 수사학 (아리스토텔레스)

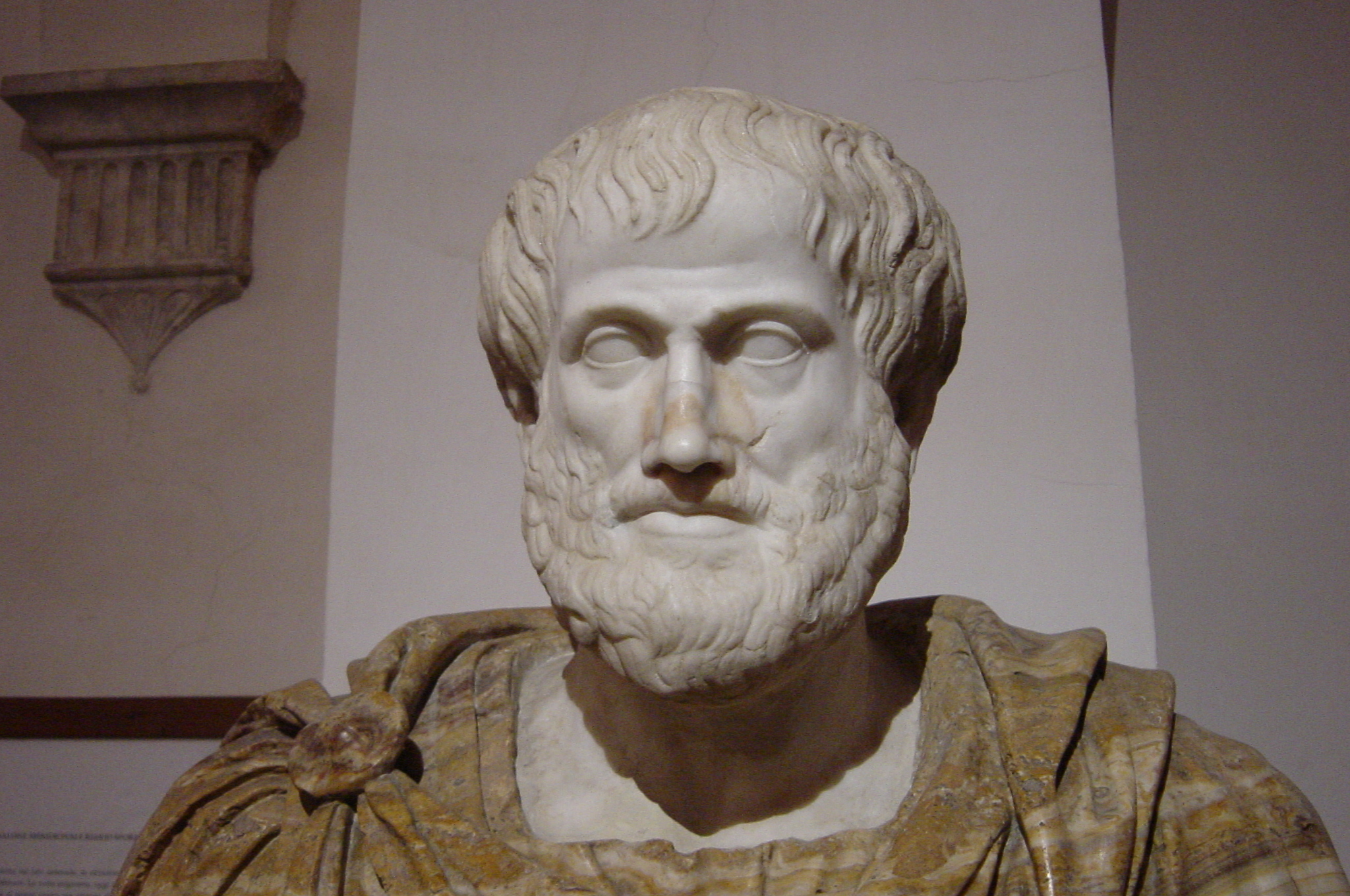

아리스토텔레스의 《수사학》은 고대 그리스의 수사학 서적이다.
아리스토텔레스는 고대부터 현대에 이르기까지 수사학 이론의 발전에 영향을 준 수사학의 기본을 발전시킨 공로를 인정받고 있다.
고대부터 살아남은 아리스토텔레스의 다른 작품들처럼, 그의 강의에 대한 응답으로 그의 학생들의 노트를 모은 것으로 보인다.
수사학은 아리스토텔레스가 기원전 367년부터 기원전 347년까지 아테네에 있을 때, 그리고 기원전 335년부터 322년까지(아카데미에서 플라톤의 부관으로 임명되었을 때), 그리고 기원전 335년부터 322년까지(자신의 학교인 라이세움을 운영했을 때) 두 기간 동안 발전시켰다.
수사학의 연구는 고대 그리스에서 논쟁의 대상이 되었는데, 한쪽에는 궤변론자들이 있었고, 다른 한쪽에는 소크라테스, 플라톤, 아리스토텔레스가 있었다. 이 세 사람은 수사학과 시를 감정에 호소하고 사실을 생략함으로써 다른 사람들을 조종하는 데 너무 자주 사용되는 도구로 보았다. 그들은 특히 고르기아스와 이소크라테스를 포함한 궤변주의자들을 이러한 조작에 대해 비난했다. 특히 플라톤은 소크라테스의 체포와 죽음에 대한 책임을 정교한 수사학의 발단에 두었다. 소피스트들의 감정적인 수사학과 시와 극명한 대조를 이루는 수사학은 철학과 계몽의 추구에 기반을 둔 수사학이었다.
아리스토텔레스의 접근에서 가장 중요한 기여 중 하나는 수사학을 논리학, 변증법과 함께 철학의 세 가지 핵심 요소 중 하나로 인식했다는 것이다. 아리스토텔레스에 따르면 논리학은 과학적 확실성에 도달하기 위한 추론과 관련이 있는 반면 변증법과 수사학은 확률과 관련이 있으며 따라서 인간 문제에 가장 적합한 철학의 한 분야이다. 변증법은 철학적 토론을 위한 도구이다; 그것은 숙련된 청중들이 배우기 위해 가능한 지식을 시험하는 수단이다. 반대로, 수사학은 실용적인 토론을 위한 도구이다; 그것은 실용적인 문제를 해결하기 위해 가능한 지식을 사용하여 일반 청중을 설득하는 수단이다. 변증법과 수사학은 조작과 누락 대신 지식에 기반한 설득 체계를 위한 파트너십을 만들어낸다.